# Brotizolám
A brotizolám egy tienotriazolodiazepin, ami szelektíven és nagy affinitással kötődik a központi idegrendszerben lévő GABA  A  receptorokhoz, és ezen receptoroknak a benzodiazepin kötőhelyéhez. Egy rövid hatástartamú altató (felezési ideje a szervezetben megközelítőleg négy és fél óra) hatóanyaga (Lendormin). Hipnotikus hatása a bevételt követően 30-60 percen belül jelentkezik. Rendkívül hatékony, adagolását illetően már 0,08 mg anxiolitikus hatást mutat. Altatáshoz 0,25 mg az átlagos dózis, tablettaként.  Vízben oldódik, így a tabletta elszopogatható. Szedatív, antikonvulzív, és izomellazító hatású. Mint minden benzodiazepin-származék, a brotizolam tartós alkalmazása is függőséghez vezethet. Szedésének hirtelen elhagyása az alvászavar súlyosbodását okozhatja, ez a rebound-effekt.
A VIII. Magyar Gyógyszerkönyvben Brotizolamum    néven hivatalos.  